# 北九州市立桃園球場
北九州市立桃園球場（きたきゅうしゅうしりつももぞのきゅうじょう）は、福岡県北九州市八幡東区桃園の桃園公園内にある野球場である。
高校野球の福岡県（北部）大会などでも利用されている。指定管理者はスピナ。

## プロ野球開催実績
| 試合日        | ホームチーム     | スコア | ビジターチーム   |
| ------------- | ---------------- | ------ | ---------------- |
| 1950年3月14日 | 大洋ホエールズ   | 4-5    | 松竹ロビンス     |
| 1950年3月15日 | 西日本パイレーツ | 6-3    | 読売ジャイアンツ |
| 1950年5月30日 | 大洋ホエールズ   | 3-2    | 西日本パイレーツ |
| 1950年8月14日 | 西鉄クリッパース | 3-0    | 東急フライヤーズ |
| 1950年11月4日 | 大映スターズ     | 0-3    | 西鉄クリッパース |

オープン戦
- 1949年（昭和24年）12月17日 - 大阪タイガース 1 - 2 読売ジャイアンツ

## 主なエピソード
1950年（昭和25年）3月14日の大洋対松竹が公式戦の球場開き。この日にまるは球団が大洋ホエールズに改称する。さらに、大洋球団結成第一号の本塁打を長持栄吉が、真田重蔵から放っている。
また、1950年（昭和25年）にセ・リーグへ加盟した西日本パイレーツは、当球場と福岡市平和台野球場を合わせて県内で50 - 60試合を開催すると予告していたが、実際に開催されたのはわずか2試合に過ぎず、この年は県内でわずかに7試合（他平和台4、飯塚市営1）の開催にとどまり、翌1951年（昭和26年）にパ・リーグの西鉄クリッパースへの吸収合併により、実質1年で撤退をせざるを得なかった。

## 施設概要
- 両翼：100m
- 中堅：125m
- 照明設備：なし
- 収容人数：10,500人

※ 中堅125m、両翼100mあり、同心円状に円弧を描く膨らみのあり左中間右中間が深く三塁打が多く出る球場である。また、ファウルグラウンドも広く、一塁線三塁線の打球が三塁打となることも多々ある。外野も土なので球足も速い。

## 所在地
- 福岡県北九州市八幡東区桃園4-1

## 交通
- 西鉄バス北九州「桃園球場前」バス停下車、徒歩で約1分。
- JR鹿児島本線 八幡駅下車、徒歩で約15分。

※ 駐車場が少ないので公共の交通機関利用が望まれる。

## 周辺施設
- 北九州市立桃園運動場（桃園公園内）
- 北九州市立花尾中学校
- 北九州市立平野市民センター